# François de Saxe-Cobourg-Saalfeld
Pour les articles homonymes, voir François de Saxe-Cobourg-Saalfeld (homonymie) et François.
François Frédéric Antoine de Saxe-Cobourg-Saalfeld (en allemand, Franz von Sachsen-Coburg-Saalfeld), né le 15 juillet 1750 et mort le 9 décembre 1806, est duc régnant de Saxe-Cobourg-Saalfeld de 1800 à 1806.

## Biographie
François de Saxe-Cobourg-Saalfeld reçoit une solide instruction dans sa jeunesse et possède une grande érudition en matière artistique. Il est considéré comme le plus grand collectionneur de livres et de graphismes parmi les ducs de Saxe-Cobourg-Saalfeld. Il est à l'origine d'une collection de cuivres contenant 300 000 graphismes (1775). En outre, il enrichit la bibliothèque de sa résidence d'une remarquable collection de livres.
En 1805, il fait l'acquisition du château de Rosenau, utilisé comme résidence familiale en saison estivale.
Mort à 56 ans en 1806, François de Saxe-Cobourg-Saalfeld est l'ancêtre de nombreux monarques européens des XIXe et XXe siècles : il est le père du roi Léopold Ier de Belgique, le grand-père de Victoria du Royaume-Uni et de son époux, le prince consort Albert, des rois Ferdinand II de Portugal et de l'impératrice Charlotte du Mexique, ainsi que l'arrière grand-père de Ferdinand Ier de Bulgarie. D'autres de ses descendants accèdent aux trônes d'Allemagne en 1888, de Russie en 1894, d'Espagne en 1906, de Suède en 1973 et du Luxembourg en 2001.
François de Saxe-Cobourg-Saalfeld appartient à la maison ducale de Saxe-Cobourg-Saalfeld, lignée appartenant à la cinquième branche de la maison de Wettin.  Cette maison ducale appartient à la branche ernestine fondée par Ernest de Saxe.

## Famille
François de Saxe-Cobourg-Saalfeld est le fils d'Ernest Frédéric de Saxe-Cobourg-Saalfeld et de Sophie-Antoinette de Brunswick-Wolfenbüttel.
François de Saxe-Cobourg-Saalfeld épouse en 1776 Sophie de Saxe-Hildburghausen (1760-1776), fille d'Ernest-Frédéric III.
Veuf, il épouse le 13 juin 1777 Augusta Reuss d’Ebersdorf (1757-1831), fille d’Henri XXIV Reuss d'Ebersdorf. Neuf enfants sont nés de cette union :
- Sophie de Saxe-Cobourg-Saalfeld (1778-1835), épouse morganatiquement en 1804 le comte lorrain Emmanuel de Mensdorff-Pouilly (1777-1852) ;
- Antoinette de Saxe-Cobourg-Saalfeld (1779-1824), épouse en 1798 le duc Alexandre de Wurtemberg ;
- Julienne de Saxe-Cobourg-Saalfeld (1781-1860), épouse en 1796 le grand-duc Constantin Pavlovitch de Russie (1779-1831) ;
- Ernest Ier (1784-1844), duc régnant de Saxe-Cobourg-Saalfeld, puis de Saxe-Cobourg et Gotha ;
- Ferdinand de Saxe-Cobourg-Saalfeld (1785-1851) épouse en 1816 la princesse Antoinette de Kohary (1797-1862) (parents de Ferdinand II de Portugal et grands-parents de Ferdinand Ier de Bulgarie) ;
- Victoire de Saxe-Cobourg-Saalfeld (1786-1861), princesse de Linange par son mariage en 1803 Emile-Charles, prince de Leiningen (1763-1814), puis épouse en 1818 Édouard-Auguste de Kent, duc de Kent et Strathearn (1767-1820) (d'où Victoria du Royaume-Uni) ;
- Marianne de Saxe-Cobourg-Saalfeld (1788-1794) ;
- Léopold Ier (1790-1865), premier roi des Belges ;
- Maximilien de Saxe-Cobourg-Saalfeld (1792-1793).